# Brucita marmorata
Brucita marmorata är en skalbaggsart som först beskrevs av Martin Jacoby 1886.  Brucita marmorata ingår i släktet Brucita och familjen bladbaggar. Inga underarter finns listade i Catalogue of Life.